# Naturalizacja
Naturalizacja (fr. naturalisation) – nadanie cudzoziemcowi obywatelstwa państwa, na terytorium którego się osiedlił. Naturalizacja najczęściej dotyczy imigrantów przybywających z przyczyn ekonomicznych, ale także uchodźców uciekających ze swojego kraju w obawie przed prześladowaniem oraz współmałżonków w związku, w którym jedna ze stron jest cudzoziemcem. Naturalizacja jest dobrowolna, a proces naturalizacyjny wszczynany na wniosek osoby zainteresowanej uzyskaniem obywatelstwa.
Naturalizacja następuje na podstawie zgody uprawnionego organu państwa, po spełnieniu określonych warunków (np. zamieszkiwania przez określony czas na terytorium państwa).

## Naturalizacja w prawie polskim
Zobacz także: Sposoby nabycia obywatelstwa polskiego.
Uzyskanie polskiego obywatelstwa w drodze naturalizacji reguluje Ustawa z dnia 2 kwietnia 2009 r. o obywatelstwie polskim. Ustawa rozróżnia nadanie polskiego obywatelstwa przez prezydenta oraz uznanie za obywatela polskiego na drodze administracyjnej (u wojewody).

## Wybrane przykłady naturalizacji
- Leonardo Vale (ur. 22 września 1992) – portugalski wioślarz  pochodzenia brazylijskiego.
- Li Qian (ur. 30 lipca 1986) – urodzona w Chinach polska tenisistka stołowa. Obywatelstwo polskie otrzymała w październiku 2007.
- Anastasija Kuźmina (ur. 28 sierpnia 1984 w Tiumeni) – słowacka biathlonistka pochodzenia rosyjskiego
- Sophie Milman (ur. 1983) – naturalizowana w Kanadzie piosenkarka pochodzenia żydowskiego, urodzona w Ufie w Baszkirii.
- Eduardo da Silva (ur. 25 lutego 1983 w Rio de Janeiro), piłkarz chorwacki pochodzenia brazylijskiego, grający na pozycji napastnika.
- Roger Guerreiro (ur. 25 maja 1982 w São Paulo) – naturalizowany w Polsce piłkarz pochodzenia brazylijskiego.
- Kevin Dennis Kurányi (ur. 2 marca 1982 roku w Rio de Janeiro) – urodzony w Brazylii piłkarz, posiadający trzy obywatelstwa: brazylijskie, panamskie oraz niemieckie.
- Wahan Geworgian (ur. 19 grudnia 1981 roku w Erywaniu), piłkarz polski pochodzenia ormiańskiego, grający na pozycji pomocnika, reprezentujący barwy ŁKS Łódź.
- Emmanuel Olisadebe (ur. 22 grudnia 1978 roku w Warri w Nigerii) – naturalizowany w Polsce piłkarz pochodzenia nigeryjskiego.
- Miri Ben-Ari (ur. 4 grudnia 1978 w Tel Awiw-Jaffie) – naturalizowana w Stanach Zjednoczonych skrzypaczka, urodzona w Izraelu.
- Deco (ur. 22 sierpnia 1977 roku w São Bernardo do Campo w Brazylii – brazylijski piłkarz, grający w barwach Portugalii, dzięki przyjęciu obywatelstwa tego kraju. Naturalizowany w 2003 roku.
- Antonio Naelson Matías "Zinha" (ur. 23 maja 1976 w Açu) – naturalizowany w Meksyku piłkarz pochodzenia brazylijskiego.
- Agnieszka Wójtowicz-Vosloo (ur. 1975) w Warszawie – amerykańska reżyserka filmowa i pisarka polskiego pochodzenia.
- Wadim Miłow (ur. 1 sierpnia 1972) – szwajcarski szachista pochodzenia rosyjskiego.
- Joana Benedek (ur. 21 stycznia 1972 w Bukareszcie) – meksykańska aktorka pochodzenia rumuńskiego, znana z ról w telenowelach produkcji meksykańskiej.
- Jelena Sedina (ur. 1 czerwca 1968 w Kijowie) – włoska szachistka pochodzenia ukraińskiego.
- Pamela Anderson (ur. 1 lipca 1967 w Kolumbii Brytyjskiej) – naturalizowana w Stanach Zjednoczonych modelka i aktorka, urodzona w Kanadzie (posiada podwójne obywatelstwo).
- Ben Goertzel (ur. 8 grudnia 1966 w Rio de Janeiro) – urodzony w Brazylii amerykański pisarz, przedsiębiorca i badacz zajmujący się dziedziną sztucznej inteligencji
- Michał Krasenkow (ur. 14 listopada 1963 w Moskwie) – polski szachista pochodzenia rosyjskiego;
- Aleksander Wojtkiewicz ((ur. 15 stycznia 1963 w Rydze, zm. 14 lipca 2006 w Baltimore) – polski szachista pochodzenia łotewskiego.
- Jelena Donaldson-Achmyłowska (ur. 11 marca 1957 w Krasnojarsku) – amerykańska szachistka pochodzenia rosyjskiego.
- Michael Schudrich (ur. w 1955 w Nowym Jorku) – Naczelny Rabin Polski od 2004, 3 listopada 2005 otrzymał polskie obywatelstwo (posiada odtąd podwójne obywatelstwo – Stanów Zjednoczonych i Polski).
- Paul Anka (ur. 30 lipca 1941 w Ottawie) – naturalizowany w Stanach Zjednoczonych piosenkarz urodzony w Kanadzie.
- Marie Laforêt (ur. 5 października 1939 w Soulac-sur-Mer) – francuska piosenkarka i aktorka posiadająca (od 1978) także szwajcarskie obywatelstwo.
- Claudia Cardinale (15 kwietnia 1938 Tunisie) – naturalizowana we Włoszech aktorka filmowa urodzona w Tunezji.
- Emanoul Aghasi (ur. 25 grudnia 1930 w Salmas) – amerykański bokser, ojciec Andre Agassiego; urodzony w Iranie (pochodzenia armeńsko-asyryjskiego).
- André Previn (ur. 6 kwietnia 1929 w Berlinie) – amerykański pianista, dyrygent i kompozytor pochodzenia niemieckiego.
- Frank Gehry (ur. 28 lutego 1929 w Toronto) – amerykański architekt urodzony w Kanadzie.
- Zsa Zsa Gabor (ur. 6 lutego 1917 w Budapeszcie) – amerykańska aktorka pochodzenia węgierskiego.
- Peter Brian Medawar (ur. 28 lutego 1915 w Rio de Janeiro, zm. 2 października 1987 w Londynie) – angielski naukowiec brazylijskiego pochodzenia.
- Greta Garbo (ur. 18 września 1905 w Sztokholmie, zm. 15 kwietnia 1990 w Nowym Jorku) – szwedzka aktorka filmowa i teatralna. W 1951 otrzymała obywatelstwo amerykańskie.
- John von Neumann (ur. 28 grudnia 1903 w Budapeszcie, zm. 8 lutego 1957 w Waszyngtonie) – amerykański matematyk, inżynier chemik, fizyk i informatyk węgierskiego pochodzenia. W 1937 otrzymał amerykańskie obywatelstwo.
- Erik Erikson (ur. 15 czerwca 1902 we Frankfurcie nad Menem, zm. 12 maja 1994 w Harwich) – amerykański psychoanalityk i psycholog rozwoju człowieka niemieckiego pochodzenia.
- Albert Szent-Györgyi de Nagyrápolt (ur. 16 września 1893 w Budapeszcie, Austro-Węgry, zm. 22 października 1986 w Woods Hole, Massachusetts, Stany Zjednoczone) – węgierski biochemik, laureat Nagrody Nobla w dziedzinie medycyny (1937); w 1955 otrzymał amerykańskie obywatelstwo.
- Ernesto Korrodi (ur. 30 stycznia 1870 w Zurychu, zm. 3 lutego 1944 w Leiria) – portugalski architekt urodzony w Szwajcarii.
- Andrew Carnegie (ur. 25 listopada 1835 w Dunfermline) – naturalizowany w Stanach zjednoczonych przemysłowiec (aktywny szczególnie w przemyśle stalowym) pochodzenia szkockiego.
- Adolphe Sax (ur. 6 listopada 1814 w Dinant, zm. 4 lutego 1894 w Paryżu) – belgijski budowniczy instrumentów muzycznych naturalizowany we Francji, konstruktor saksofonu.
- Karol Józef Maurycy Poniatowski (ur. 18 grudnia 1809 w Warszawie – zm. 19 lutego 1855 w Tlemcen w Algierii) – oficer francuski, syn księcia Józefa Antoniego Poniatowskiego, generała polskiego i marszałka Francji i Zofii Czosnowskiej Potockiej[4][5].
- Lorenzo Da Ponte (ur. 10 marca 1749 w Ceneda koło Wenecji jako Emmanuele Conegliano, zm. 17 sierpnia 1838 w Nowym Jorku) – włoski librecista operowy, nadworny poeta Józefa II, znany głównie jako autor librett do oper Mozarta; w 1828 otrzymał obywatelstwo amerykańskie.
- Giovanni Cassini (ur. 8 czerwca 1625 w Perinaldo, Włochy, zm. 14 września 1712 w Paryżu) – astronom, geodeta i matematyk, naturalizowany w 1673 we Francji (do tego czasu był obywatelem Republiki Genui).

## Informacje dodatkowe
- Prawie milion obywateli Mołdawii złożyło wnioski o obywatelstwo Rumunii w czasie kilku miesięcy od dnia przystąpienia tego kraju do Unii Europejskiej (1 stycznia 2007). Władze w Kiszyniowie są bardzo zaniepokojone, gdyż liczba osób chcących się naturalizować w Rumunii wynosi około 25% populacji Mołdawii. Zgodnie z prawem obowiązującym w Rumunii od 1991, o obywatelstwo może się ubiegać każdy Mołdawianin, który udowodni, że on lub jego rodzice urodzili się na ziemiach należących przed 1940 do Rumunii. Około 3/4 mieszkańców Mołdawii spełnia te warunki[6].